# Bringin (Dasuk)
Bringin is een bestuurslaag in het regentschap Sumenep van de provincie Oost-Java, Indonesië. Bringin telt 3889 inwoners (volkstelling 2010).